# Serendib (animal)
Serendib es un género de arañas araneomorfas de la familia Corinnidae. Se encuentra en el sudeste de Asia.

## Lista de especies
Según The World Spider Catalog 12.0:
- Serendib suthepica Deeleman-Reinhold, 2001
- Serendib volans Deeleman-Reinhold, 2001